# Torpedo fuscomaculata
Torpedo fuscomaculata é uma espécie de peixe da família Torpedinidae.
Pode ser encontrada nos seguintes países: Moçambique, África do Sul, possivelmente Madagáscar, possivelmente Maurícia e possivelmente em Seychelles.
Os seus habitats naturais são: mar aberto, mar costeiro, costas arenosas, águas estuarinas e zonas intertidais.